# Black Rock (Wilkesland)
Der Black Rock (englisch für Schwarzer Felsen; polnisch Czarna Skala) ist ein 59 m hoher und felsiger Hügel an der Knoxküste des ostantarktischen Wilkeslands. Er ragt in unmittelbarer Nähe zur polnischen Dobrowolski-Station in den Bunger Hills auf. 
Polnische Wissenschaftler benannten ihn 1985 deskriptiv.